# Anacroneuria albimacula
Anacroneuria albimacula är en bäcksländeart som beskrevs av František Klapálek 1921. Anacroneuria albimacula ingår i släktet Anacroneuria och familjen jättebäcksländor. Inga underarter finns listade i Catalogue of Life.